# Sota Hamaguchi
Sota Hamaguchi (濱口 草太 Hamaguchi Sota?, nacido el 22 de mayo de 1999 en Kochi) es un futbolista japonés que juega como centrocampista.
En 2018, Hamaguchi se unió al Kamatamare Sanuki de la J2 League.

## Trayectoria

### Clubes
| Club              | País  | Año    |
| ----------------- | ----- | ------ |
| Kamatamare Sanuki | Japón | 2018 - |

## Estadística de carrera

### J. League
| Club              | Año   | J. League | J. League | Copa J. League | Copa J. League | Total | Total |
| Club              | Año   | Part.     | Goles     | Part.          | Goles          | Part. | Goles |
| ----------------- | ----- | --------- | --------- | -------------- | -------------- | ----- | ----- |
| Kamatamare Sanuki | 2018  | 0         | 0         | -              | -              | 0     | 0     |
| Kamatamare Sanuki | 2019  | 2         | 0         | -              | -              | 2     | 0     |
| Total             | Total | 2         | 0         | 0              | 0              | 2     | 0     |